# Никола Дамјанац
 Никола Дамјанац (Мостар, 21. октобар 1971) је бивши југословенски и српски фудбалер и садашњи спортски агент.

## Каријера
Након што је играо у Вележ Мостару, професионалну каријеру започео је у Партизану. Био је на позајмици у ОФК Београду у сезони 1993/94. пре него што се вратио у Партизан. У лето 1997. године, Дамјанац је отишао у Холандију и играо за Роду, да би се 1998. године вратио у Партизан. Током лета 2000. године бранио је за турски клуб Анталијаспор, да би након тога играо у бразилском Флуминенсу. Током 2002. године играо је за ОФК Београд и руски Сатурн Раменској, да би каријеру завршио у ОФК Београду, 2005. године.
За фудбалску репрезентацију Југославије до 21. године учествовао је 1992. године на Европском првенству.
Након завршетка каријере, Дамјанац је 2005. године постао спортски агент. Његов син Алекса такође је фудбалер.

## Трофеји
Партизан
- Прва лига СР Југославије: 1992/93, 1995/96, 1996/97 и 1998/99.